# Ramon Tribulietx
Ramon Tribulietx, né le 20 septembre 1972 à Barcelone, est un entraîneur espagnol de football.

## Biographie
Le 10 décembre 2021, Tribulietx est nommé à la tête de l'Akron Togliatti, club de la deuxième division russe.

## Palmarès
Avec Auckland City FC
- Champion de Nouvelle-Zélande en 2012 et 2014
- Vainqueur de la Ligue des champions de l'OFC en 2011, 2012, 2013, 2014, 2015 et 2016
- Troisième de la Coupe du monde des clubs de la FIFA en 2014